# القرين (فرع العدين)

تعديل مصدري - تعديل

القرين هي إحدى قرى عزلة الوزيرة بمديرية فرع العدين التابعة لمحافظة إب، بلغ تعداد سكانها 952 نسمة حسب تعداد اليمن لعام 2004.